# Reginald Arnold
Reginald Arnold (Murwillumbah, Nova Gal·les del Sud, 9 d'octubre de 1924 - Nerang, Queensland, 23 de juliol de 2017) va ser un ciclista australià que va combinar tant el ciclisme en ruta com la pista, on va guanyar setze curses de sis dies. El 1957 es va proclamar Campió d'Europa en Madison juntament amb Ferdinando Terruzzi.

## Palmarès en ruta
- 1953
  - 1r a la Goulburn-Sydney
- 1954
  - Vencedor d'una etapa de la Sydney-Melbourne
  - 1r al Tour de Tasmània

## Palmarès en pista
- 1949
  - 1r als Sis dies de Nova York (amb Alfred Strom)
- 1950
  - 1r als Sis dies de Berlín 1 (amb Alfred Strom)
  - 1r als Sis dies de Berlín 2 (amb Alfred Strom)
- 1951
  - 1r als Sis dies d'Anvers (amb Alfred Strom)
- 1952
  - 1r als Sis dies d'Anvers (amb Alfred Strom)
  - 1r als Sis dies de Londres (amb Alfred Strom)
- 1955
  - 1r als Sis dies de París (amb Sid Patterson i Russel Mockridge)
- 1956
  - 1r als Sis dies d'Anvers (amb Stan Ockers i Jean Roth)
  - 1r als Sis dies de Gant (amb Ferdinando Terruzzi)
- 1957
  - Campió d'Europa de Madison (amb Ferdinando Terruzzi)
  - 1r als Sis dies d'Anvers (amb Ferdinando Terruzzi i Willy Lauwers)
  - 1r als Sis dies de Dortmund (amb Ferdinando Terruzzi)
- 1958
  - 1r als Sis dies de Gant (amb Rik Van Looy)
  - 1r als Sis dies d'Anvers (amb Emile Severeyns i Rik Van Steenbergen)
- 1959
  - 1r als Sis dies de Zuric (amb Walter Bucher)
- 1961
  - 1r als Sis dies de Milà (amb Ferdinando Terruzzi)
  - 1r als Sis dies d'Essen (amb Ferdinando Terruzzi)